# Arfan Faisal
Arfan Bin Faisal, né le 21 septembre 2000, est un coureur cycliste singapourien. Il prend part à des compétitions sur route et en VTT,.

## Biographie
Arfan Faisal pratique le cyclisme depuis son plus jeune âge. Il commence à participer activement à des courses à ses seize ans. Spécialiste du VTT, son palmarès comprend divers titres de champion de Singapour. Il représente par ailleurs son pays natal aux championnats du monde juniors de 2015, ou encore aux championnats d'Asie de 2019, où il se classe neuvième du cross-country espoirs. 
En plus du VTT, il se consacre également aux épreuves sur route. En 2021, il est sacré champion de Singapour du contre-la-montre chez les espoirs. L'année suivante, il est membre de l'équipe ARA Pro Racing Sunshine Coast. 

## Palmarès sur route

### Par année
- 2017
  - 3e du championnat de Singapour du contre-la-montre juniors
- 2021
  -  Champion de Singapour du contre-la-montre espoirs
- 2022
  - 2e du championnat de Singapour du contre-la-montre espoirs
- 2024
  - 3e du championnat de Singapour sur route
- 2025
  -  Champion de Singapour du critérium

### Classements mondiaux
| Année         | 2021 | 2022 | 2023 | 2024 |
| ------------- | ---- | ---- | ---- | ---- |
| UCI Asia Tour | 57e  | 97e  | 214e | 145e |

## Palmarès en VTT

### Championnats de Singapour
| - 2017 - Champion de Singapour de cross-country juniors - 2018 - Champion de Singapour de cross-country juniors - 2019 - 3e du cross-country espoirs | - 2023 - 2e du cross-country short track - 2e du cross-country - 2024 - Champion de Singapour de cross-country |  |